# Sylvain Drault
Pour les articles homonymes, voir Drault.
Sylvain Drault est un homme politique français né le 15 mars 1795 à Poitiers (Vienne) et décédé le 2 décembre 1848 à Paris.

## Biographie
Fils d'un négociant, il est avocat stagiaire lorsqu'il est chargé de la défense de Jean-Baptiste Berton, coupable d'insurrection. Son attitude lui vaut la rancune du pouvoir en place, qui bloque pendant deux ans son inscription au barreau. Il est avocat général à Poitiers en 1833 et devient député de la Vienne de 1833 à 1848, siégeant à gauche, sur les bancs de l'opposition. En février 1848, il est nommé procureur général à Poitiers. De nouveau élu député en avril 1848, il siège à droite et meurt en cours de mandat.
Une rue porte son nom à Poitiers, sa ville natale.

## Sources
- « Sylvain Drault », dans Adolphe Robert et Gaston Cougny, Dictionnaire des parlementaires français, Edgar Bourloton, 1889-1891 [détail de l’édition]